# حركة سياسية
الحركات السياسية في العلوم الاجتماعية هي مجموعة اجتماعية تعمل بشكل مشترك للوصول إلى غاية وهدف سياسي وذلك ضمن نطاق محلي أو مناطقي أو وطني أو إقليمي دولي. تعمل الحركات السياسية على تطوير وتنسيق وتعميم ومراجعة وتعديل وتأويل وترويج الأفكار التي تهدف إلى تحقيق أهداف قاعدة الحركة.
على العكس من الأحزاب السياسية، التي تسعى إلى المشاركة في العملية السياسية ضمن برامج انتخابية وترشيح ممثلين، فإن الحركات السياسية تعمل على إقناع الشعب أو المواطنين أو جزء منهم بأهدافها.
من الأمثلة على الحركات السياسية الليبرالية أو القومية أو التحرير من العبودية أو اللاسلطوية أو الحركات الداعمة لتصويت النساء أو الحركات العمالية.

## اقرأ أيضاً
- حزب سياسي
- حركة شباب 6 أبريل
- الحركة الوطنية التونسية
- حركة الشاي
- الحركة المصرية من أجل التغيير
- حركة الناصريين المستقلين - المرابطون
- الحركة الدستورية الإسلامية